# Пленники «Посейдона»
«Пленники „Посейдона“» (англ. Beyond the Poseidon Adventure, дословно — «После приключений „Посейдона“») — фильм-катастрофа, сиквел киноленты Приключение «Посейдона» (1972), но в то же время не связанный с одноимённой книгой-сиквелом, которую Пол Гэллико написал как продолжение к фильму, а не к своей первой книге.

## Сюжет
Вместе со своим приятелем Уилбуром (Карл Молден), который скрывает от друзей, что болен, а также пассажиркой Селестой капитан Майк Тёрнер берёт курс на «Посейдон», чтобы поживиться ценностями на борту, так как его груз с судна «Дженни» пропал во время шторма, перевернувшего «Посейдон» (вообще-то в первом фильме «Посейдон» попал под удар блуждающей волны-убийцы). Очень скоро им пришлось столкнуться с террористами — доктором Стефаном Свево и его командой, которые сначала маскируются под спасателей, якобы поймавших «SOS» «Посейдона», но на самом деле охотятся за золотом и грузом плутония. Внутри «плавучей бомбы замедленного действия» страсть к наживе приводит к тому, что все оказываются в ловушке на обречённом корабле.
Во время своих поисков нового выхода Майк, Уилбур и Селеста встречают выживших в катастрофе: ветерана войны Фрэнка Мазетти, пытающегося разыскать пропавшую дочь, скандального, но в то же время очаровательного миллиардера Тэкса, добрую корабельную медсестру Джину Роу, слепого старика Гарольда Мередит и его жену Ханну, которые сначала остаются на месте в ожидании спасателей, но затем всё же идут искать выход. По пути наверх спасатели и спасённые попадают в, мягко говоря, неприятные места в зловещем нутре «Посейдона» и к тому же подвергаются атакам со стороны террористов, так что, по мере того, как вода медленно затапливает гибнущий корабль, шансы на спасение становятся всё более призрачными.

## В ролях
| Актёр                  | Роль                 |
| ---------------------- | -------------------- |
| Майкл Кейн             | капитан Майк Тёрнер  |
| Салли Филд             | Селеста Уитмен       |
| Телли Савалас          | капитан Стефан Свево |
| Питер Бойл             | Фрэнк Мизери         |
| Джек Уорден            | Харольд Мередит      |
| Ширли Найт             | Ханна Мередит        |
| Ширли Джонс            | Сестра Джина Роу     |
| Карл Молден            | Уилбер Хаббард       |
| Слим Пикенс            | Дьюи «Текс» Хопкинс  |
| Вероника Хэмел         | Сюзанна Константин   |
| Картрайт, Анджела      | Тереза Маззетти      |
| Марк Хэрмон            | Ларри Симпсон        |
| Пол Пичерни            | Курт                 |
| Патрик Каллитон        | Дойли                |
| Дин Рафаэль Феррандини | Касторп              |